# Run with the Pack
Run with The Pack es el tercer álbum de estudio de la banda de rock británica Bad Company, publicado en enero de 1976. Run with The Pack fue grabado en Francia en septiembre de 1975 y mezclado en Los Ángeles por Eddie Kramer. Fue el único álbum de la banda en el que la portada no fue diseñada por Hipgnosis. Logró escalar a la posición No. 4 en la lista de éxitos UK Albums Chart y a la No. 5 en la lista Billboard 200. Ha vendido hasta la fecha alrededor de tres millones de copias solamente en los Estados Unidos.

## Lista de canciones
1. «Live for the Music» (Mick Ralphs) (3:58)
2. «Simple Man» (Mick Ralphs) (3:37)
3. «Honey Child» (Paul Rodgers/Mick Ralphs/Boz Burrell/Simon Kirke) (3:15)
4. «Love Me Somebody» (Paul Rodgers) (3:09)
5. «Run with the Pack» (Paul Rodgers) (5:21)
6. «Silver, Blue & Gold» (Paul Rodgers) (5:03)
7. «Young Blood» (Jerry Leiber/Mike Stoller/Doc Pomus) (2:37)
8. «Do Right by Your Woman» (Paul Rodgers) (2:51)
9. «Sweet Lil' Sister» (Mick Ralphs) (3:29)
10. «Fade Away» (Paul Rodgers) (2:54)

## Personal
- Paul Rodgers – voz, guitarra, piano
- Mick Ralphs – guitarra, piano
- Simon Kirke – batería
- Boz Burrell – bajo

## Posicionamiento
Álbum – Billboard (Norteamérica)
| Año  | Lista       | Posición |
| ---- | ----------- | -------- |
| 1976 | Álbumes Pop | 5        |

Sencillos – Billboard (Noreamérica)
| Año  | Sencillo      | Lista         | Posición |
| ---- | ------------- | ------------- | -------- |
| 1976 | "Young Blood" | Sencillos Pop | 20       |
| 1976 | "Honey Child" | Sencillos Pop | 47       |